# Cables Wynd House
Cables Wynd House, más conocido como Leith Banana Flats o Banana Block debido a su forma curva, es un bloque de viviendas de nueve pisos de la autoridad local en Edimburgo (Escocia). El edificio, de hecho, tiene diez pisos. La planta baja se llama Cables Wynd y los nueve pisos superiores constituyen Cables Wynd House. Esto a menudo genera confusión en los servicios postales y de otro tipo.

## Historia

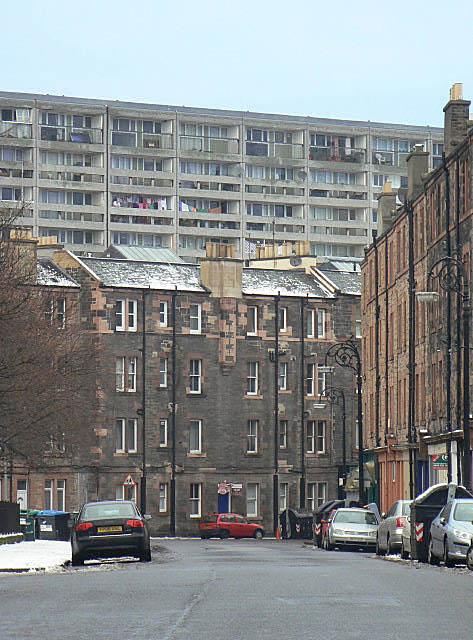
Cables Wynd House con antiguas casas de vecindad en primer plano

En construcción entre 1962 y 1965, para muchas familias el complejo ofreció una mejora bienvenida con respecto al hacinamiento y las condiciones de vivienda de los barrios marginales que todavía eran problemas comunes en ese momento. Ahora hay una amplia seguridad en el edificio que incluye un conserje con personal las 24 horas, un sistema de entrada con llavero y un sistema de cámaras de seguridad en cada pasarela y en cada uno de los 9 ascensores. El edificio está bien mantenido con pasillos y ascensores que los empleados del ayuntamiento limpian a diario.

## Diseño
El edificio fue diseñado por Alison & Hutchinson & Partners bajo el liderazgo de Robert Forbes Hutchinson. Contiene 212 departamentos, los cuales cuentan con servicio de conserjería 24 horas ubicado en la planta baja y cobertura de CCTV. La mayoría de las propiedades utilizan el acceso a la terraza, pero se accede a los apartamentos de la planta baja a través de puertas frontales individuales. Algunas de estas propiedades se asignan preferentemente a personas mayores, pero en los últimos años se han asignado pisos más grandes a muchas familias jóvenes en el edificio. Todos los apartamentos, excepto cinco, siguen siendo de propiedad pública a a 2015.
Todo el edificio (junto con la cercana Linksview House de diseño similar, aunque no curvo) fue galardonado con una lista 'A' por Historic Environment Scotland desde enero de 2017, siendo citado como uno de los mejores ejemplos de arquitectura 'brutalista ' en Escocia. Esta es la calificación más alta que se puede otorgar a un edificio en Escocia.

## En la cultura popular
En Trainspotting de Irvine Welsh, los apartamentos fueron el hogar de la infancia del personaje Simon "Sick Boy" Williamson.
En 2007, el bloque se utilizó durante el rodaje de Wedding Belles, que también fue creado por Irvine Welsh.